# Zaborichthys
Zaborichthys è un genere estinto di pesci ossei appartenente alla classe Actinopterygii (ordine Palaeonisciformes), vissuto durante il Carbonifero superiore in quella che è oggi la Repubblica Ceca. L'unica specie nota è Zaborichthys fragmentalis.

## Descrizione
Il genere è rappresentato da un’unica specie, Zaborichthys fragmentalis, il cui olotipo consiste in resti scheletrici sparsi di un individuo di dimensioni moderate. Secondo Štamberg (1991), la mandibola dell'esemplare tipo probabilmente non superava i 50 mm di lunghezza complessiva.
Una delle caratteristiche distintive di Zaborichthys risiede nella morfologia della parte posteriore della mandibola, più robusta rispetto a quella di Stambergichthys e priva di un processo posterodorsale ben sviluppato. Questa differenza morfologica ha costituito uno dei principali criteri per separare i due generi.
Tra i fossili attribuiti a Z. fragmentalis vi è anche un mascellare destro isolato con denti, precedentemente identificato erroneamente come mandibola inferiore. Questo reperto mostra una dentatura marginale ben conservata, composta da due tipi di denti disposti su due file, in contrasto con la dentatura omodonte a fila singola di Stambergichthys.

## Classificazione
Il taxon Zaborichthys fragmentalis è stato istituito da Stanislav Štamberg nel 1991 sulla base di resti scheletrici frammentari ritrovati in depositi fossiliferi dell’area di Nýřany, nella regione della Boemia centrale in Repubblica Ceca. È stato ascritto alla famiglia Pygopteridae, comprendente alcuni pesci predatori dal corpo affusolato, appartenenti al gruppo parafiletico dei Palaeonisciformes.

## Paleoecologia
Zaborichthys è noto esclusivamente da depositi del Carbonifero superiore localizzati nella regione di Nýřany, all’interno dei bacini carboniferi boemi. Tali ambienti erano caratterizzati da laghi e sistemi fluviali ricchi di vita acquatica, dove numerosi attinotterigi si svilupparono con una notevole varietà di adattamenti morfologici.